# Coleopterodes
Coleopterodes is een geslacht van wantsen uit de familie van de Tingidae (Netwantsen). Het geslacht werd voor het eerst wetenschappelijk beschreven door Philippi in 1864.

## Soorten
Het genus bevat de volgende soorten:

- Coleopterodes brunnea Drake & Poor, 1938
- Coleopterodes liliputiana (Signoret, 1863)